# Thinking About You
«Thinking About You» —en español: ‘Pensando en ti’— es una canción realizada por el disc jockey escocés Calvin Harris, con la colaboración de la cantante jordana Ayah Marar, incluida en el álbum de Harris, 18 Months. Fue lanzada como el octavo y último sencillo del álbum, el 2 de agosto de 2013, como descarga digital. La canción fue cocompuesta por Harris y Marar, quienes ya habían trabajado juntos en el sencillo promocional «Let Me Know» (2004) y «Flashback» (2009), el tercer sencillo del segundo álbum de Harris, Ready for the Weekend.
Alcanzó el número 8 en la lista de sencillos del Reino Unido, logrando así Harris, un nuevo récord en meter 9 sencillos de un mismo álbum en el top 10, si se incluye "We Found Love", en la que Harris aparece acreditado como artista invitado, como un sencillo de 18 Months.

## Video musical
El vídeo musical, fue subido a la cuenta oficial de Harris, en VEVO, el 15 de julio de 2013. Fue dirigido por Vincent Haycock y rodado en Los Ángeles y frente a la costa de la isla de Santa Catalina. En él, aparecen el mismo Calvin Harris y al cantante de Hurts, Theo Hutchcraft como anfitrión de una fiesta. Mientras la vocalista de la canción, Ayah Marar es secuestrada en su yate por unos maleantes, y muestra una disputa entre dos jóvenes peleándose por una chica y algunas escenas de alto contenido erótico.

## Lista de canciones
| Descarga digital (Remixes) |                                                            |          |  |
| N.º                        | Título                                                     | Duración |  |
| 1.                         | «Thinking About You» (Laidback Luke Remix)                 | 6:34     |  |
| 2.                         | «Thinking About You» (Manufactured Superstars Remix)       | 6:52     |  |
| 3.                         | «Thinking About You» (Firebeatz Remix)                     | 5:52     |  |
| 4.                         | «Thinking About You» (GTA Remix)                           | 6:48     |  |
| 5.                         | «Thinking About You» (Jesse Rose Remix)                    | 5:28     |  |
| 6.                         | «Thinking About You» (Michael Brun Remix)                  | 5:42     |  |
| 7.                         | «Thinking About You» (EDX's Belo Horizonte At Night Remix) | 6:51     |  |
| 8.                         | «Thinking About You» (Ludo Remix)                          | 6:45     |  |

## Posicionamiento en listas y certificaciones
| Lista (2013–14)                         | Mejor posición |
| --------------------------------------- | -------------- |
| Alemania (Media Control AG)             | 56             |
| Australia (ARIA)                        | 28             |
| Austria (Ö3 Austria Top 40)             | 66             |
| Bélgica (Flandes) (Ultratop 50)         | 20             |
| Bélgica (Valonia) (Ultratop 50)         | 39             |
| Canadá (Hot 100)                        | 58             |
| Escocia (Scottish Singles Chart)        | 7              |
| Estados Unidos (Billboard Hot 100)      | 86             |
| Estados Unidos (Hot Dance Club Songs)   | 50             |
| Estados Unidos (Dance/Electronic Songs) | 10             |
| Estados Unidos (Pop Songs)              | 23             |
| Francia (SNEP)                          | 92             |
| Irlanda (IRMA)                          | 11             |
| Nueva Zelanda (Recorded Music NZ)       | 40             |
| Países Bajos (Dutch Top 40)             | 18             |
| Polonia (Polish Airplay Top 20)         | 11             |
| Reino Unido (UK Singles Chart)          | 8              |
| Reino Unido (UK Dance Chart)            | 2              |
| República Checa (Rádio Top 100)         | 78             |
| Suiza (Schweizer Hitparade)             | 58             |

| Año  | País           | Lista                       | Posición |
| ---- | -------------- | --------------------------- | -------- |
| 2013 | Países Bajos   | Nederlandse Top 40          | 91       |
| 2013 | Reino Unido    | The Official Charts Company | 92       |
| 2013 | Estados Unidos | Dance/Electronic Songs      | 48       |
| 2014 | Estados Unidos | Dance/Electronic Songs      | 31       |

### Certificaciones
| País        | Organismo certificador | Certificación | Ventas  | Ref.   |
| ----------- | ---------------------- | ------------- | ------- | ------ |
| Australia   | ARIA                   | Oro           | 35 000  | [ 26 ] |
| Reino Unido | BPI                    | Plata         | 200 000 | [ 27 ] |